# Дубрава (Брасовский район)
Дубрава (Дуброва) — посёлок в Брасовском районе Брянской области, в составе Веребского сельского поселения. 
 Расположен в 4 км к северо-востоку от села Веребск. Население — 10 человек (2010).
Возник в 1920-е годы; до 2005 г. входил в состав Веребского сельсовета.
| Годы      | 1979 | 1989 | 2002 | 2010 |
| --------- | ---- | ---- | ---- | ---- |
| Население | 72   | 34   | 14   | 10   |